# PGC 2169424
LEDA/PGC 2169424 ist eine leuchtschwache Edge-On-Galaxie im Sternbild Perseus am Nordsternhimmel. Sie ist schätzungsweise 1,1 Milliarden Lichtjahre von der Milchstraße entfernt und hat eine Ausdehnung von etwa 250.000 Lichtjahren. Vom Sonnensystem aus entfernt sich das Objekt mit einer errechneten Radialgeschwindigkeit von näherungsweise 23.500 Kilometern pro Sekunde.

## Galaktisches Umfeld
| Nr. | Galaxie          | Alternativname          | Rek          | Dek          | Distanz/asec |
| --- | ---------------- | ----------------------- | ------------ | ------------ | ------------ |
| →   | LEDA/PGC 2169424 | 2MASX J02370086+4041034 | 02h37m00.88s | +40d41m03.6s | 0            |
| 1   | LEDA/PGC 2170890 | 2MASX J02374288+4047049 | 02h37m42.88s | +40d47m04.8s | 597.87       |
| 2   | LEDA/PGC 2167340 | 2MASX J02374131+4032289 | 02h37m41.33s | +40d32m29.0s | 690.85       |
| 3   | LEDA/PGC 2171445 | 2MASX J02374569+4049181 | 02h37m45.69s | +40d49m18.0s | 709.37       |
| 4   | LEDA/PGC 2165888 | 2MASX J02373822+4026410 | 02h37m38.28s | +40d26m40.9s | 962.08       |
| 5   | LEDA/PGC 2172817 | 2MASX J02361571+4054436 | 02h36m15.71s | +40d54m43.7s | 966.96       |
| 6   | LEDA/PGC 2165977 | 2MASX J02374417+4027029 | 02h37m44.19s | +40d27m03.3s | 974.62       |